# Philus pallescens
Philus pallescens is een keversoort uit de familie Vesperidae. De wetenschappelijke naam van de soort werd in 1866 gepubliceerd door Henry Walter Bates.